# Mahmoud Samimi
Mahmoud Samimi (en perse : محمود صمیمی , né le 18 septembre 1988 à Chahr-e Kord) est un athlète iranien, spécialiste du lancer de disque.
Son meilleur lancer, de 64,57 m à Belgrade en 2009 lui permet de remporter la médaille d'argent des Universiades, derrière son propre frère.
C'est le frère cadet d'Abbas et de Mohammad Samimi.